# Un altro cielo
Un altro cielo è un album di Renato Pareti, pubblicato dall'etichetta discografica Harmony nel 1980.

## Tracce
Lato A
1. Un sogno da hit parade
2. Sparami sul cuore
3. Mi mancherai
4. Buonanotte vai pure a dormire

Lato B
1. Beatles e Tocai
2. Stai con me
3. Dudù
4. Un altro cielo

## Formazione
- Renato Pareti – voce, fisarmonica
- Massimo Luca – chitarra acustica, chitarra elettrica
- Gigi Cappellotto – basso
- Andy Surdi – batteria
- Claudio Bazzari – chitarra acustica, slide guitar
- Gaetano Leandro – pianoforte, Fender Rhodes, sintetizzatore, ARP, organo Hammond
- Renè Mantegna – percussioni
- Pinuccio Pirazzoli – chitarra acustica, cori, chitarra elettrica
- Massimo Nason – pianoforte
- Maurizio Nuti – chitarra acustica, slide guitar
- Lucio Fabbri – violino
- Hugo Heredia – sax
- Silvano Fossati, Pino Ferro, Marco Ferradini, Silvio Pozzoli – cori